# Edita z Wessexu
Edita z Wessexu (1029? – 19. prosince 1075, Winchester) byla anglická královna a hlavní protagonistka díla The life of King Edward.

## Život
Edita byla dcerou earla Godwina z Wesssexu, který ji provdal za mladého krále Eduarda III. čerstvě navrátivšího se z evropského exilu. Roku 1051 poslal Eduard tchána do vyhnanství a svou ženu do klášterního ústraní ve Wiltonu. Godwin i s rodinou se vrátil o rok později zpět do Anglie, mezi oběma muži došlo ke smíru a Edita byla povolána opět k manželově dvoru. Manželství bylo po Editině návratu z Wiltonu zřejmě poměrně šťastné, Edita svému muži vybírala oblečení a s oblibou jej oblékala do vlastnoručně vyšívaných oděvů. Manželům se nepodařilo zplodit potomka.
| „                     | … horlivě četla náboženské i světské spisy a vynikala v psani prózy i poezie. Podle mnohých byla v malířství a vyšívání novou Minervou. Dokázala hovořit jazykem, jakým se mluví v Galii a stejně dobře také dánsky a irsky, jako by šlo o její rodné jazyky… Ve šlechetnosti neměla sobě rovného… | “ |
| — Život krále Eduarda | |   |

Roku 1053 Godwin zemřel a Eduardovi se podařilo zlepšit vztahy s jeho potomky. Harold, Editin bratr, dokonce začal vystupovat jako podkrál. Král Eduard na počátku roku 1066 zemřel a na osiřelý trůn nastoupil Harold.
Edita manžela přežila o devět let. I přes bouřlivé události spojené s normanskou invazí a smrtí bratrů strávila konec svého života v klidu a bez finančních problémů. Byla pohřbena ve Westminsterském opatství.